# أمان عندوم
أمان ميكائيل عندوم (بالتغرينية: ኣማን ሚካኤል ዓንዶም)‏?؛ 21 يونيو 1924 - 23 نوفمبر 1974) كان جنرالًا إريتريًا وأول رئيس دولة بالإنابة في فترة ما بعد الإمبراطورية في إثيوبيا. لقد تم تعيينه في هذا المنصب بعد الانقلاب الذي أطاح بالإمبراطور هيلا سيلاسي في 12 سبتمبر 1974، وظل فيه حتى مقلته في تبادل لإطلاق النار مع أنصاره السابقين.

## النشأة
إن أمان إريتري ولد في قرية تسيزيغا في محافظة الحماسين في إريتريا. كان والده من إريتريا وكانت والدته من منطقة تيغراي الشمالية بإثيوبيا الحالية وفقًا لأخته الصغرى تسيون عندوم في مقابلة مع قناة EBS TV. كان لديه أربعة أشقاء آخرين.

## الحياة الشخصية
كان عندوم لوثري.

## المهنة العسكرية
كقائد للفرقة الثالثة، كان اللواء أمان يتصدى لانتهاكات الجيش الصومالي على الحدود الشرقية بحماسة ونجاح حتى أطلق عليه لقب «أسد الصحراء». ومع ذلك، فقد أقاله الإمبراطور في عام 1964 عندما خالف أمر الإمبراطور بهجومه على الصومال. بعد ذلك خدم أمان في مجلس الشيوخ الإثيوبي في منفى سياسي.[بحاجة لمصدر]

## رئيس الدولة
كان لقب أمان الرسمي هو رئيس المجلس الإداري العسكري المؤقت (المعروف باسم ديرغ)، وقد شغل منصب رئيس الدولة بصفته بالنيابة حيث أعلن النظام العسكري رسميًا أن ولي العهد Asfaw Wossen «ملكٌ معين» (وهو الفعل الذي ألغاه ديرغ لاحقًا، والذي لم يقبله الأمير مطلقًا باعتباره منصبًا شرعيًا).[بحاجة لمصدر]
هناك بعض الأدلة التي تشير إلى أنه كان على اتصال بضباط المجلس العسكري منذ فبراير ومارس عام 1974، ولكن بحلول يوليو تم تعيينه رئيسًا لأركان المجلس العسكري. وبعد ثلاثة أيام من قيام المجلس العسكري بإخراج الإمبراطور من قصره إلى السجن في مقر الفرقة الرابعة، عينته هذه المجموعة رئيسًا لهم ورئيسًا لإثيوبيا. في نفس الوقت، أخذت هذه المجموعة من الجنود اسم «المجلس الإداري العسكري المؤقت» (ديرغ).
منذ اليوم الأول لرئاسته، لاحظ أوتاويز أن «الفريق أمان وجد نفسه على خلاف مع غالبية أعضاء الديرغ حول معظم القضايا الرئيسية، بما في ذلك ما إذا كان رئيسًا للهيئة العسكرية الحاكمة أو كونه مجرد المتحدث باسمها». حارب أمان غالبية الديرغ على ثلاث قضايا مركزية: حجم الديرغ، الذي شعر بأنه كبير جدًا وغير عملي، والسياسة الواجب اتباعها تجاه جبهة التحرير الإريترية، وعلى معاقبة العديد من الأرستقراطيين والمسؤولين الحكوميين السابقين المحتجزين لدى الديرغ. لقد أدى رفضه معاقبة إعدام كبار المسؤولين السابقين، بمن فيهم رئيسا وزراء سابقين والعديد من أفراد العائلة المالكة والأقارب، إلى وضع توتر علاقاته مع غالبية الديرغ بشكل خاص.[بحاجة لمصدر]
وكإريتري، وجد الفريق أمان نفسه على خلاف شديد مع غالبية الديرغ. أراد أمان التفاوض على تسوية سلمية. كان معارضوه يأملون في سحق جبهة التحرير الإريترية بالقوة العسكرية. ذهب أمان إلى حد قيامه بزيارتين شخصيتين إلى إريتريا - الأولى كانت من 25 أغسطس إلى 6 سبتمبر، والثانية في نوفمبر - حيث ألقى خطابات تفيد بأن نهاية النظام الإمبراطوري كانت أيضًا نهايةً للممارسات القديمة تجاه إريتريا، وأن السياسة التي سوف تكرسها حكومة الوحدة الوطنية والتقدم ستعيد السلام والازدهار لإريتريا، وأخيرًا قال أن التحقيق سيبدأ في الجرائم التي ارتكبها الجيش ضد الإريتريين ومعاقبة المذنبين.
ومع ذلك، في الوقت نفسه، بدأ الديرغ مهمة القضاء على المعارضين داخل الجيش. كانت الوحدات الثلاث المهمة هي الحارس الشخصي للإمبراطورية والقوات الجوية وسلاح المهندسين. من بين الثلاثة، كان المهندسون الأكثر تمردًا. لذلك اقتحم جنود موالون للديرغ في 7 أكتوبر معسكر المهندسين وقتلوا خمسة وجرحوا واحتجزوا البقية. وكما لاحظ باهرو زودي، فقد قال: «بذلك، تبخر وهم خلو الثورة من الدماء».
رد الفريق أمان بحملة شخصية للحصول على الدعم من خارج الديرغ، وما تبقى من الجيش والبلاد حيث كان يحظى بالشعبية. وفي 15 نوفمبر، بعث رسالة إلى جميع الوحدات العسكرية التي كانت تنتقد الديرغ. وخلال جمعية الديرغ العامة بعد يومين في وقت لاحق، طلب منغستو هيلا مريام إرسال 5000 رجل إلى إريتريا وإعدام ستة سجناء مسؤوليين من عهد الإمبراطورية؛ رفض أمان عندوم واستقال من مناصبه الرسمية وتقاعد إلى منزله حيث ناشد أنصاره سرًا، وخاصة في الفرقة الثالثة. مع هذا تمكن منغستو من اعتراض هذه الرسائل.

## الموت
توفي الفريق أمان في معركة في منزله حينما أرسلت عدة قوات إلى منزله لاعتقاله. في تلك الليلة نفسها، نُقل السجناء السياسيون الذين حددهم الديرغ للإعدام من سجن منليك، حيث كانوا محتجزين، إلى سجن عكاكي المركزي حيث تم إعدامهم ودفنهم في مقبرة جماعية. يُخلص باهرو زودي بالتالي: «يبدو أن الفريق قد تجاوز فائدته»، وأصبح في الواقع عقبة أمام ممارسة الديرغ للسلطة.